# Igreja Nossa Senhora dos Humildes
Igreja Nossa Senhora dos Humildes é a igreja Matriz de Paulistana (Piauí). Surgiu primeiramente como uma capela, em meados do Século XVIII,  por incentivo do português Valério Coelho Rodrigues, na povoação de Paulista, atual município de Paulistana.

## Surgimento da Igreja e da Paróquia de Paulistana
Em meados do Século XVIII, por incentivo do português e desbravador do sertão do sudeste piauiense, Valério Coelho Rodrigues, foi construída um capela, na povoação de Paulista, na ocasião pertencente a Oeiras.
Em virtude do crescente desenvolvimento da povoação de Paulista, foi instituído um Juizado de Paz em 1829, e, em 1883, foram criadas a Paróquia de Nossa Senhora dos Humildes, Padroeira da Cidade, e a freguesia de Paulista, pertencente a Jaicós (resolução provincial nº 1078, de 13-07-1883).
Mas, a Vila Paulista somente foi provida canonicamente no dia 14 de agosto de 1888. O nome do município Paulista passou a ser denominado de Paulistana (por meio do decreto-lei estadual nº 754, de 30-12-1943).
Valério Coelho Rodrigues, nasceu em Portugal e morou a maior parte de sua vida na Fazenda do Paulista, atualmente município de Paulistana (Piauí). Ele foi um personagem importante no processo de colonização portuguesa no Piauí, em virtude de ter sido um dos desbravadores do interior do Estado, ao longo do Século XVIII.
Os restos mortais do casal, Valério Coelho Rodrigues e Domiciana Vieira de Carvalho estão enterrados na Igreja Matriz de Nossa Senhora dos Humildes, em Paulistana.

## História de Paulistana

### Origem do nome do município
A construção de uma capela na Fazenda do Paulista contribuiu significativamente para o desenvolvimento da comunidade e o surgimento da povoação de Paulista, que depois foi transformada em freguesia e elevada à categoria de vila autônoma, com o nome de Vila de Paulista. Posteriormente, surgiu a cidade de Paulista, e mais tarde o município passou a ser chamado de Paulistana.
Na origem, o lugar foi chamado de fazenda Paulista, como forma de homenagear a Província de São Paulo, que serviu de berço à família paterna da esposa de Dom Valério Coelho Rodrigues, Dona Domiciana Vieira de Carvalho, filha do paulista Hilário Vieira de Carvalho e neta do casal José Vieira de Carvalho e Maria Freire da Silva, fundadores do Arraial de Paulistas no sudeste do Piauí.

### Cronologia de fatos históricos
| Período      | Fato social histórico | Vinculação |
| ------------ | --- | ---------- |
| Século XVIII | 1. Criação de um Arraial de Paulistas nas ribeiras do Rio Canindé. 2. Construção de uma capela na "Fazenda do Paulista", que depois passou a ser chamada de Igreja Nossa Senhora dos Humildes. 3. Surgimento da povoação de Paulista. | Oeiras     |
| 1829         | Instituição de um distrito de Paz na povoação de Paulista. | Oeiras     |
| 1883         | 1. Criação da freguesia de Paulista (resolução provincial nº 1078, de 13-07-1883). 2. Criação da Paróquia de Nossa Senhora dos Humildes, Padroeira da Comunidade).                                                                    | Jaicós     |
| 1885         | Criação da Villa de Paulista, desmembrando-se de Jaicós (resolução provincial nº 1137, de 20-07-1885). Instalada em 25 de dezembro de 1885.                                                                                           | Paulista   |
| 1888         | No dia 14 de agosto de 1888, a vila Paulista foi provida canonicamente. | Paulista   |
| 1931         | Extinção do município (decreto estadual nº 1279, de 26-06-1931), voltando a ser distrito, e seu território foi anexado ao município de Jaicós.                                                                                        | Jaicós     |
| 1933         | Elevação à categoria de município, com a denominação de Paulista, desmembrando-se de Jaicós (decreto estadual nº 1478, de 04-09-1933).                                                                                                | Paulista   |
| 1938         | Paulista adquiriu a categoria de Cidade. O dia 15 de dezembro de 1938 é a data oficial de fundação do município. | Paulista   |
| 1943         | O nome do município Paulista passou a ser denominado de Paulistana (por meio do decreto-lei estadual nº 754, de 30-12-1943). | Paulistana |